# Noémi Pásztor
Noémi Pásztor (* 2. April 1999 in Szombathely, Ungarn) ist eine ungarische Handballspielerin, die für die ungarische Nationalmannschaft aufläuft.

## Karriere

### Im Verein
Pásztor spielte ab dem Jahr 2010 Handball beim ungarischen Verein Szombathelyi Sportközpont SI und schloss sich zwei Jahre später Haladás VSE an. Im Sommer 2013 wechselte die Kreisläuferin zur Nemzeti Kézilabda Akadémia (kurz NEKA), eine von Lajos Mocsai initiierte nationale Handballakademie.
Pásztor unterschrieb im Sommer 2017 einen Vertrag beim ungarischen Erstligisten Budaörs Handball. Zwei Jahre später wechselte sie zum Ligakonkurrenten Ferencváros Budapest, mit dem sie 2021 die ungarische Meisterschaft gewann. Ab der Saison 2021/22 gehörte sie dem Kader von Mosonmagyaróvári KC SE an. Ab der Saison 2024/25 hatte sie einen Vertrag beim französischen Erstligisten Neptunes de Nantes. Nachdem der Verein im August 2024 nach einer Insolvenz seinen Startplatz in der höchsten französischen Spielklasse verloren hatte, schloss sie sich dem rumänischen Erstligisten CSM Bukarest an. Mit CSM Bukarest gewann sie im Jahr 2025 die rumänische Meisterschaft sowie den rumänischen Pokal. Zur Saison 2025/26 wird sie zum ungarischen Erstligisten Szombathelyi KKA wechseln.

### In Auswahlmannschaften
Pásztor gewann mit der ungarischen Jugendnationalmannschaft die Bronzemedaille bei der U-17-Europameisterschaft 2015, bei der sie in das All-Star-Team gewählt wurde. Im folgenden Jahr belegte sie mit der Jugendauswahl den fünften Platz bei der U-18-Weltmeisterschaft. Anschließend rückte Pásztor in den Kader der ungarischen Juniorinnennationalmannschaft auf, mit der sie bei ihrer ersten Turnierteilnahme die Bronzemedaille bei der U-19-Europameisterschaft 2017 gewann. Pásztor errang ein Jahr später bei der U-20-Weltmeisterschaft 2018 im eigenen Land, bei der sie in das All-Star-Team berufen wurde, den Titel.
Pásztor bestritt am 5. Juni 2019 ihr Länderspieldebüt für die ungarische A-Nationalmannschaft gegen Österreich. Pásztor wurde vom ungarischen Nationaltrainer Vladimir Golovin, der sie zuvor in der Juniorinnenauswahl trainierte, in das Aufgebot für die Europameisterschaft 2022 berufen, die Ungarn auf dem elften Platz abschloss. Im darauffolgenden Jahr belegte sie mit Ungarn den zehnten Platz bei der Weltmeisterschaft. Pásztor erzielte im Turnierverlauf drei Treffer. Pásztor gehörte dem Kader der ungarischen Auswahl bei den Olympischen Spielen 2024 in Paris an. Bei der Europameisterschaft 2024 gewann sie die Bronzemedaille.